# 2576 Yesenin
2576 Yesenin (1974 QL) là một tiểu hành tinh vành đai chính được phát hiện ngày 17 tháng 8 năm 1974 bởi L. Zhuravleva ở Nauchnyj.